# Willy Heydenreich

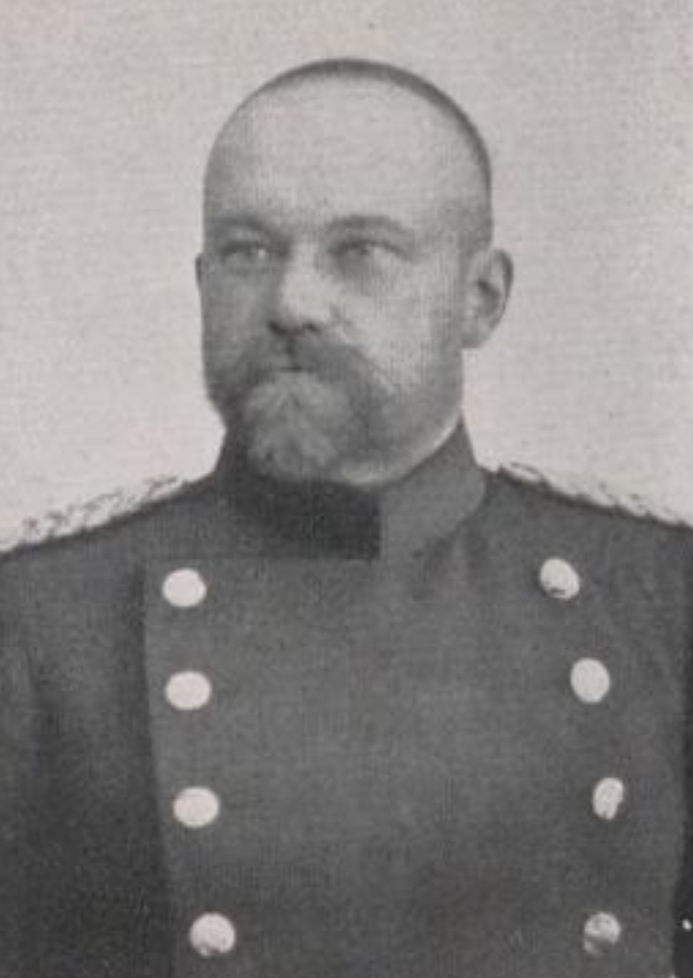
Willy Heydenreich

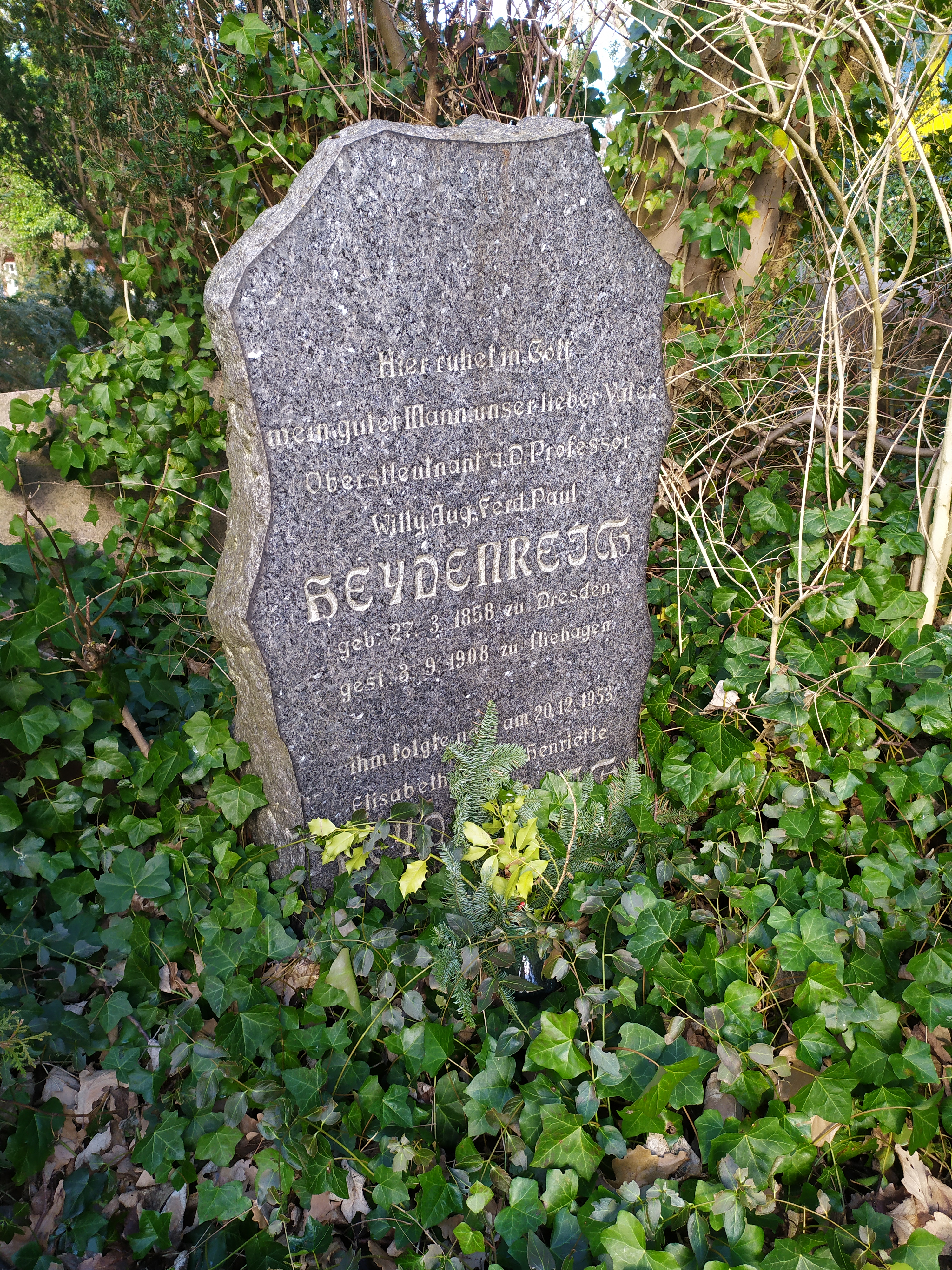
Grabstätte von Willy Heydenreich (2023)

Willy August Ferdinand Paul Heydenreich (* 27. März 1858 in Dresden; † 3. September 1908 in Nienhagen) war ein sächsischer Offizier und Ballistiker. Heydenreich zählte zu den Begründern der neuzeitlichen Heeresballistik in Deutschland.

## Leben

### Herkunft
Willy Heydenreich entstammte der sächsischen Familie Heydenreich, die mehrere berühmte Theologen, Juristen, Politiker und Offiziere in ihrem Stammbaum enthält. Die ununterbrochene Stammfolge geht auf Hannß Heydenreich († 1401), Erblehnrichter auf Walthersdorf bei Freiberg, zurück.
Er war ein Sohn des sächsischen Generalmajors Bernhard Heydenreich, Sohn des bekannten Dozenten und Rechtsanwalt Eduard Heinrich Heydenreich, und dessen Ehefrau Maria von Mühlen.

### Karriere
Willy Heydenreich schlug 1877 eine militärische Laufbahn in der sächsischen Armee ein und trat als Avantageur in das 1. Feldartillerie-Regiment Nr. 12 ein und wurde noch im selben Jahr am 21. September zum Fähnrich ernannt. Am 6. Oktober 1878 avancierte er zum Leutnant im Regiment. Heydenreich besuchte von 1881 bis 1882 die Vereinigte Artillerie- und Ingenieurschule in Berlin und studierte nachfolgend bis 1886 am Polytechnikum in Dresden Mathematik, Mechanik und Physik. Am 20. Juni des Jahres erfolgte zudem seine Beförderung zum Oberleutnant. Nachfolgend erfolgte von 1887 bis 1890 eine Verwendung als Assistent der Artillerie-Prüfungskommission in Berlin. Am 22. September 1890 erfolgte in dieser Eigenschaft seine Beförderung zum Hauptmann. Nach kurzer Verwendung im Truppendienst wirkte er von 1893 bis 1898 Mitglied der Artillerie-Prüfungskommission. Am 20. April 1900 wurde er zum Major befördert und fungierte die nächsten Jahre u. a. als Abteilungskommandeur der 2. Abteilung im 7. Feldartillerie-Regiment Nr. 77. Nachfolgend vertrat er seit 1903 die Fächer Waffenlehre und Ballistik und seit 1906 den Lehrstuhl für Waffenkonstruktion an der neuerrichteten Militärtechnischen Akademie in Berlin. In dieser Verwendung erfolgte am 23. September 1905 seine Beförderung zum Oberstleutnant.
Heydenreich wurde am 13. Juli 1906 zum Regimentskommandeur des Feldartillerie-Regiment Nr. 78 ernannt, gab das Kommando aber schon am 27. September des Jahres an den Oberstleutnant von Pflugk ab. Unter Genehmigung seines Abschiedsgesuches wurde er am selben Tag zur Disposition gestellt. 1908 wurde er zum Professor an der Militärtechnischen Akademie ernannt. Er war wohl der erste deutsche Offizier der sich mit im Polytechnikum erworbenem naturwissenschaftlichem und technischem Wissen den Problemen der Heeresballistik und Waffentechnik zuwandte. Gleichzeitig vermittelte er durch seine Veröffentlichungen den deutschen Offizieren das Wissen des Auslandes.

### Familie
Willy Heydenreich heiratete 1891 in Koblenz Elisabeth von Luttitz (1866–1953), Tochter des preußischen Hauptmanns Benno von Luttitz (gefallen 1870) und dessen Ehefrau Anna von Larisch. Aus dieser Ehe entstanden zwei Söhne und eine Tochter. Der Sohn Bernhard wurde Generalmajor der Wehrmacht. Der zweite Sohn Ludwig wurde Professor für Kunstgeschichte in München.

## Werke
- Die Lehre vom Schuss und die Schusstafeln. E. S. Mittler, 1898
- Stammbaum der Familie des Heydenreich auf Waltersdorf bei Freiberg, 1401 – 1901. Dieterich, 1903
- Das moderne Feldgeschütz. Göschen, 1906